# I Love You This Big
"I Love You This Big" là đĩa đơn đầu tay của nghệ sĩ thu âm người Mỹ - quán quân American Idol mùa 10 Scotty McCreery. Bài hát được phát hành làm đĩa đơn mở đầu cho album phòng thu của anh mang tên Clear as Day. Đây cũng là ca khúc đăng quang của McCreery trong đêm thi cuối cùng của American Idol năm đó. Ngay sau ngày công bố kết quả người thắng cuộc 24 tháng 5 năm 2011, đĩa đơn đã được tung ra trên các trang bán nhạc số ngày 25 tháng 5.

## Danh sách bài hát
| Nhạc số tải về | Nhạc số tải về                                    | Nhạc số tải về |
| STT            | Nhan đề                                           | Thời lượng     |
| -------------- | ------------------------------------------------- | -------------- |
| 1.             | "I Love You This Big" (American Idol Performance) | 4:06           |

## Xếp hạng
"I Love You This Big" debut ở vị trí 32 trên bảng xếp hạng Billboard Hot Country Songs Mỹ, sau khi anh chiến thắng cuộc thi American Idol. Trong tuần đầu tiên, bài hát bán được 171.404 bản. Trên Billboard Hot 100, ca khúc debut và đạt vị trí cao nhất là 11. Đến tháng 11 năm 2014, ca khúc đã được chứng nhận đĩa Bạch kim bởi Hiệp hội Công nghiệp ghi âm Hoa Kỳ.
| Bảng xếp hạng (2011)           | Vị trí cao nhất |
| ------------------------------ | --------------- |
| Canadian Hot 100               | 21              |
| US Billboard Hot 100           | 11              |
| US Billboard Hot Country Songs | 15              |

### Chứng nhận
| Quốc gia                                  | Chứng nhận | Số đơn vị/doanh số chứng nhận |
| ----------------------------------------- | ---------- | ----------------------------- |
| Hoa Kỳ (RIAA)                             | Bạch kim   | 1.000.000‡                    |
| ^ Chứng nhận dựa theo doanh số nhập hàng. |            |                               |

## Thời gian phát hành
| Khu vực | Ngày                | Dạng đĩa       | Hãng đĩa           |
| ------- | ------------------- | -------------- | ------------------ |
| Hoa Kỳ  | 25 tháng 5 năm 2011 | Nhạc số tải về | 19 Recordings, Inc |